# 賀集利樹
贺集利树（賀集利樹，1979年1月16日—）是一名日本的演员，兵库县尼崎市出身，所属经纪公司是Propaganda。他毕业于兵库县立尼崎北高等学校，于2014年3月毕业于国学院大学神道文化学部神道文化学科

## 簡介
他以杂志《Fine》的専属模特出道后，成为一名演员，之后在朝日电视台的电视剧《假面骑士鄂门》中饰演主角津上翔一。
学生時代从小学3年级到高中3年级都热爱踢足球。场上位置为中场。曾经入选过日本国家训练中心。
2009年4月，國學院大學神道文化学部神道文化学科入学。入学之初因为工作关系到访伊勢神宮。在参观途中，因自己不太了解日本的历史和文化而感到痛心，于是打算学习日本文化和历史。
在同年8月上映的《劇場版 假面騎士Decade 全騎士 VS 大修卡》中时隔8年再次出演津上翔一 / 假面骑士鄂门。

## 主演

### 电视剧
- 假面骑士AGITO（2001年－2002年，朝日电视台） 饰演 津上翔一（泽木哲也） / 假面骑士鄂门（声演）/ 假面騎士G3-X (聲演) 主演
- 无赖刑事纯情派（日语：はぐれ刑事純情派）（2002年－2003年、2007年，朝日电视台） 饰 林勇作
- 相亲流浪记（日语：お見合い放浪記）（2002年，NHK） 饰 千葉博巳
- 年下之男（日语：年下の男）（2003年，TBS） 饰 辻謙吾
- 菊次郎和早纪（日语：菊次郎とさき）第1系列（2003年，朝日电视台） 饰 北野重一
- Dollhouse 〜特命女性捜査班〜（日语：ドールハウス (テレビドラマ)）（2004年，TBS） 饰 佐伯慎二
- 瑠璃之島（2005年，日本电视台） 饰 斉藤茂
- 大河剧「义经」（2005年，NHK） 饰 平維盛
- 菊次郎和早纪（日语：菊次郎とさき）第2系列（2005年，朝日电视台） 饰 北野重一
- 空姐真命苦（2006年，日本电视台） 饰 高橋マサル
- Boys Esté（日语：BOYSエステ）（2007年，东京电视台） 饰 名糖
- 陽炎の辻〜居眠り磐音 江戸双紙〜（日语：陽炎の辻〜居眠り磐音 江戸双紙〜）2 第3話（2008年，NHK） 饰 鶴吉
- 神南署安积班（日语：ハンチョウ〜神南署安積班〜）（2009年，TBS） 饰 黒木和也
- 陽炎の辻〜居眠り磐音 江戸双紙〜（日语：陽炎の辻〜居眠り磐音 江戸双紙〜）3（2009年，NHK） 饰 鶴吉
- 神南署安积班（日语：ハンチョウ〜神南署安積班〜）（2009年，TBS） 饰 黒木和也 
  - 第2系列（2010年）
  - 第3系列（2010年）
  - 第4系列（2011年）
- Last Doctor ～監察醫秋田的驗屍報告～（日语：ラスト・ドクター〜監察医アキタの検死報告〜）（2014年）
- 假面骑士ZI-O第31-第32集（2019年4月14日-2019年4月21日，朝日电视台）飾 津上翔一 / 假面騎士鄂門/假面騎士G3 （声演）（友情出演）

### 电影
- 剧场版 假面骑士鄂门 PROJECT G4（2001年，東映） 飾 津上翔一 / 假面騎士鄂門（聲）(主演)
- 剧场版 假面骑士龍騎 EPISODE FINAL（2002年，東映） 飾 泰國餐廳店員 （友情出演）
- 二人日和（2004年）
- Overdrive（日语：オーバードライヴ (映画)）（2004年） 饰 ジン
- 劇場版 假面騎士Decade 全騎士 VS 大修卡（2009年，東映） 飾 津上翔一 / 假面騎士鄂門[3]（友情出演）
- 假面騎士平成Generations Forever (2018年12月22日，東映) - 聲演 津上翔一 / 假面騎士鄂門（聲）
- HE-LOW_THE_FINAL（2022年）

## 获奖经历
- 第1回COTTON USA AWARD（日语：COTTON USAアワード）「Mr.COTTON USA」（2004年）